# Вёртное (железнодорожный разъезд)
Вёртное — обезлюдевший населенный пункт (тип: железнодорожный разъезд) в Думиничском районе Калужской области России. Входит в сельское поселение «Село Вёртное».

## История
Железнодорожный разъезд Вёртное на железнодорожной линии Брянск — Сухиничи открыт в 1929 году. Рядом были построены дом для начальника разъезда и несколько бараков для железнодорожников, так образовался населенный пункт. Своё название он получил от села Вёртное, расположенное в 4 км от разъезда.
С 7 апреля 1942 по июль 1943 был местом дислокации 21-го ОДБП (отдельного дивизиона бронепоездов) 16-й армии, в том числе бронепоезда «Ковровский большевик». Рядом с разъездом располагалась армейская база № 15.

## Население
| 2002 | 2010 |
| ---- | ---- |
| 3    | ↘0   |

## Инфраструктура
Путевое хозяйство Московской железной дороги.
В 1970-е было 4 дома, сейчас (2010) остался один.

## Транспорт
Остановочный пункт «Вёртное» Брянского региона Московской железной дороги. Им пользовались пассажиры, следовавшие в с. Вёртное (до 1972 года, когда там открылась своя остановка), с. Боброво с воинской частью (3 км), д. Дяглево и с.Усты Сухиничского района (3 км) д. Казаковка (5 км), д. Песочня (7 км). Грибники ездили из Калуги и Сухиничей.
После открытия остановки в Вёртном (платформа 280-й км, 1972 год) и строительства трассы Москва-Киев (1976) пассажирооборот разъезда уменьшился. В 21 веке остановкой «Платформа Вёртное» пользуются в основном туристы и грибники.